# 1564 Србија
1564 Србија је астероид главног астероидног појаса откривен 15. октобра 1936. Открио га је српски астроном Милорад Б. Протић из Београда и дао му назив по Србији, званично од марта 1938.
Астероид 1564 Србија обиђе око Сунца за 5,65 година. Од Сунца је у просеку удаљен 3,168 астрономских јединица. Апсолутна магнитуда астероида је 10,88.